# Matoatoa spannringi
Matoatoa spannringi — вид геконоподібних ящірок родини геконових (Gekkonidae). Ендемік Мадагаскару.

## Опис
Тіло (не враховуючи хвоста) сягає 5,8 мм завдовжки.

## Поширення і екологія
Matoatoa spannringi відомі за кількома зразками, зібраними на сході острова Мадагаскар, в регіоні Ватоваві-Фітовінані. Вони живуть в деградованих вологих тропічних лісах, на висоті 600 м над рівнем моря.